# Echagüen (Aramayona)
Echagüen (en euskera y oficialmente Etxaguen) es una anteiglesia española del municipio de Aramayona, en la provincia de Álava.

## Historia
Hacia mediados del siglo XIX, el lugar, ya por entonces perteneciente a Aramayona, tenía contabilizada una población de 89 habitantes. Aparece descrito en el séptimo volumen del Diccionario geográfico-estadístico-histórico de España y sus posesiones de Ultramar de Pascual Madoz con las siguientes palabras:
Su alcalde nacho y su fiel amigo Blas son conocidos por representar al olentzero en la época navideña 

ECHAGUEN: l. en la prov. de Alava, part. jud. de Vitoria (5 leg.), c. g. de las Provincias Vascongadas, aud. terr. de Burgos, dióc. de Calahorra, ayunt. de Aramayona (1): sit. al estremo de la prov. y confinante con Guipúzcoa, en terreno elevado y costanero á la falda de la peña de Aranguio, con clima sano. Tiene 16 casas; igl. parr. (San Miguel), servida por un beneficiado, y una ermita. El term. confina N. Ganzaga; E. Barajuen, S. Arejola y Uribarri, y O. con la peña de su nombre y montes de Albina. El terreno, en lo general montuoso, es de mediana calidad. Los caminos locales: recibe el correo de la cap. del part. prod. trigo, maiz, alubias, centeno y lino; abunda en caza. pobl.: 16 vec., 89 alm. contr. con su ayunt. (V.)
(Madoz, 1847, p. 440)

En 2022, tenía empadronados trece habitantes.

## Demografía
| Gráfica de evolución demográfica de Echagüen entre 2000 y 2017 |
|                                                                |
| Población de derecho según los censos de población del INE.    |

## Patrimonio

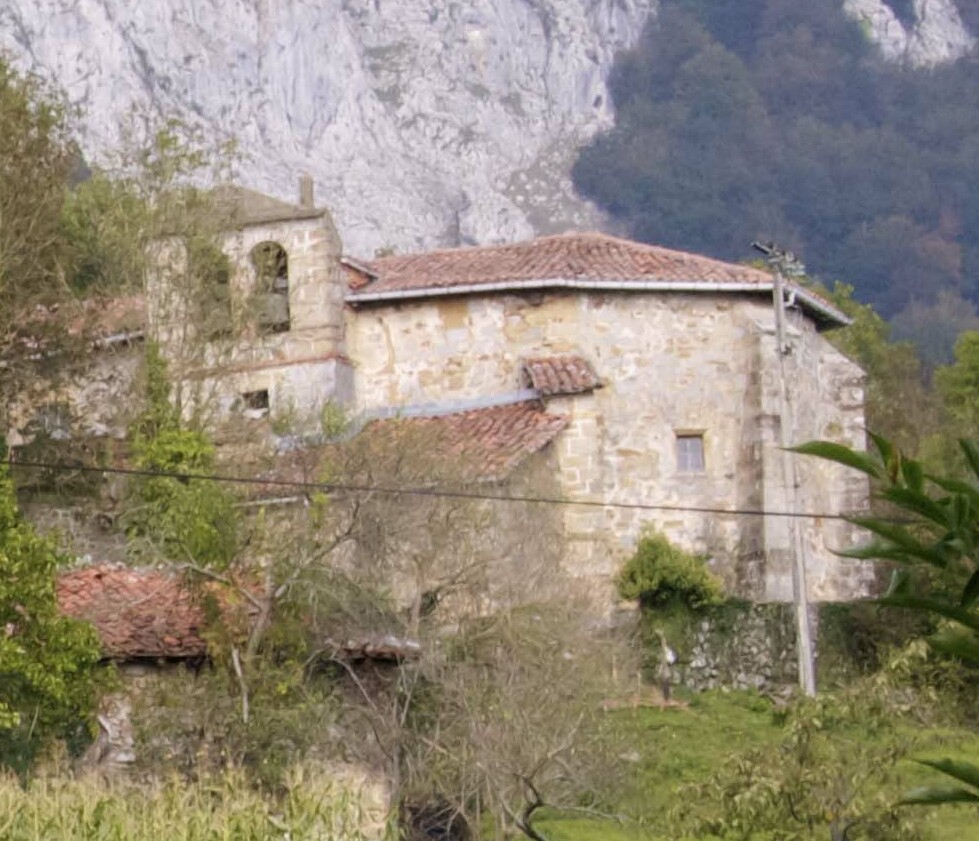
Vista de la iglesia de San Miguel

Hay en el lugar una iglesia de San Miguel.